# Психо
«Пси́хо» або «Психо́з» (англ. «Psycho») — американський трилер 1960 року, спродюсований та зрежисований Альфредом Гічкоком. Сценарій, написаний Джозефом Стефаном, був оснований на однойменному романі 1959 року Роберта Блоха. У стрічці зіграли Ентоні Перкінс, Віра Майлз, Джон Гевін, Мартін Болсам та Джон Макінтрайр. Сюжет ґрунтується на зустрічі розкрадачки грошей Меріон Крейн та сором'язливого власника старого віддаленого мотелю Нормана Бейтса, і її наслідках.
«Психо» вважався кроком назад порівнюючи з попереднім фільмом Гічкока «На північ через північний захід», бо був знятий за менші кошти, на чорно-білу плівку, знімальною групою його телесеріалу «Альфред Гічкок представляє». На момент виходу кіно отримало змішані відгуки, але інтерес глядачів та значні касові збори сприяли його переоціненню серед критиків. Стрічка була номінована на чотири премії «Оскар», включно з нагородами за найкращу жіночу роль другого плану для Лі та за найкращу режисуру для Гічкока.
«Психо» визнаний одним із найкращих фільмів Альфреда Гічкока та визначним твором кіномистецтва критиками та дослідниками з усього світу через його відмінну режисуру, напружену атмосферу, ефектну роботу оператора, незабутній саундтрек та культові виконання ролей. Ця стрічка встановила нову планку в дозволеності насилля, девіантної поведінки та сексуальності в американському кіно та вважається одним із ранніх прикладів фільму в жанрі слешер.
Після смерті режисера в 1980 році Universal Pictures почали випускати продовження: сиквел, триквел та квадриквел. Згодом був знятий ремейк, телевізійний спін-офф, та телесеріал-приквел, події якого відбуваються у 2010-х. 1992 року Бібліотека Конгресу визнала фільм «культурно, історично або естетично значущим» та занесла його в Національний реєстр фільмів.
На 1 березня 2024 року фільм займав 35-ту позицію у списку 250 найкращих фільмів за версією IMDb.

## Синопсис
Секретарка Меріон Крейн дізнається від свого хлопця Сема Луміса, що він відкладає весілля через борги. Меріон вирішує вкрасти гроші у свого начальника та втекти до Сема. Крадіжка 40 тис. доларів у Феніксі, Аризона, вдається, потім вона вирушає до містечка Фервейл у Каліфорнії, але її переслідує почуття провини за злочин. Меріон зупиняється на узбіччі поспати в автомобілі. Це привертає увагу поліціянта, який перевіряє її документи та потім слідкує за нею. Меріон зупиняється в Бейкерсфілді, де поспішно міняє своє авто на вживане. Їй доводиться заплатити додаткові 700 доларів, щоб покрити різницю в ціні. Продавець з підозрою ставиться до Меріон. Тим часом її починають шукати начальник, Сем і сестра.
Дорогою до Фервейла, не доїхавши лише кілька миль, сильна злива змушує Меріон зупинитися в мотелі «Бейтс». Його власник, Норман Бейтс, люб'язно ставиться до Меріон (яка назвалася «Марі Семюелс»), але вона відчуває тривогу, що її про її крадіжку дізнаються. Вночі Меріон чує як Норман сперечається з матір'ю через його бажання повечеряти з Меріон. І все ж Норман приносить у номер Меріон вечерю. Він розповідає про своє хобі таксидерміста, хвору матір і те, що в усіх людей є «власна пастка», з якої не можна вибратись. Коли Меріон пропонує Норману помістити його матір до лікарні, він дуже ображається та наполягає, що вона нешкідлива. Щирість і наївність Нормана переконує Меріон повернути вкрадені гроші. Коли вона приймає душ перед від'їздом, незнайомець нападає на неї з ножем і заколює. Незабаром Норман приходить у номер і виявляє її труп. Нажаханий, він поспішно прибирає місце вбивства. Потім він кладе тіло Меріон і всі її речі (включно з грошима) в авто, яке топить у болоті.
Сестра Меріон, Лайла, приїжджає до Фервейла через тиждень, розповідає Сему про крадіжку грошей та вимагає інформацію про місцезнаходження Меріон. Сем не знає куди вона поділася. За пошуки грошей береться приватний детектив Арбогаст. Він розпитує Лайлу та Сема, а не отримавши суттєвих свідчень, вирушає до мотелю «Бейтс», біля якого Меріон востаннє бачили живою.
Арбогаст запитує в Нормана про Меріон. Нервова поведінка, а особливо суперечливі відповіді, викликають у детектива підозру. Арбогаст вивчає журнал реєстрації постояльців і впізнає почерк Меріон. Детектив хоче розпитати матір Нормана, але той каже, що це неможливо. Покинувши мотель, Арбогаст телефонує Лайлі, щоб розповісти їй про свої підозри. Він призначає зустріч з Лайлою через годину й повертається до мотелю, щоб усе-таки поговорити з матір'ю Нормана. Особа в жіночому одязі нападає на детектива і вбиває його ножем.
Не дочекавшись Арбогаста в назначений час, Сем і Лайла вирушають до мотелю. Сем каже їй лишитися і їде сам. Він помічає силует у будинку, який сприймає за матір Нормана. Лайла та Сем повідомляють місцевого шерифа, Ела Чамберса, який з'ясовує, що мати Нормана отруїлася на смерть приблизно 10 років тому, перед цим отруївши свого коханця, коли дізналася, що він одружений. Чамберс припускає, що Арбогаст привласнив гроші Меріон і втік. Але Сем і Лайла переконані, що це не так. Вони їдуть до мотелю та реєструються під виглядом подружжя. Сем зауважує запис, зроблений Меріон.
Бажаючи обшукати номер, де зупинялася Меріон, Сем відволікає Нормана. Лайла в той час пробирається до будинку Бейтсів поблизу мотелю. Норман приголомшує Сема та повертається до будинку. Лайла ховається у погребі, де знаходить муміфіковане тіло матері Нормана. Лайла кричить від жаху, а Норман, одягнений у жіночий одяг та перуку, знаходить її та намагається зарізати. Проте з'являється Сем і зупиняє Нормана.
У поліцейській дільниці психіатр пояснює, що відбувалося в будинку. Норман мав нездоровий потяг до своєї суворої матері. Він убив матір та її коханця приблизно 10 років тому через ревнощі. Далі — викрав труп матері та ставився до неї, як до живої. Потім у Нормана розвинулася друга особистість, яка повторювала материнську. Щоразу, коли Норман відчував потяг до жінки, друга особистість брала гору і ревнувала. Тоді він одягався в материн одяг і перуку, і навіть розмовляв її голосом. Так Норман убив двох жінок, а потім Меріон та Арбогаста.
Психіатр робить висновок, що в злочинах Нормана не було матеріального інтересу. Але після всього пережитого «мати» повністю витіснила особистість Нормана. Вона звинувачує його у вбивствах і каже, що її син заслуговує покарання, бо він завжди був «поганим хлопчиком». Авто Меріон, в якому знаходяться її останки та вкрадені гроші, витягують з болота.

## У ролях

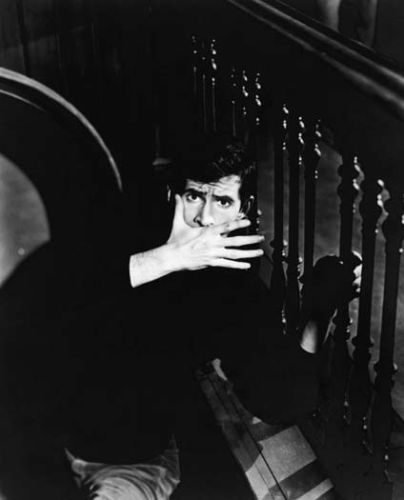
Виконання Ентоні Перкінсом ролі Нормана Бейтса отримало дуже схвальні відгуки.

- Ентоні Перкінс — Норман Бейтс
- Джанет Лі — Меріон Крейн
- Віра Майлз — Лайла Крейн, сестра Меріон
- Джон Гевін — Сем Луміс
- Мартін Болсам — детектив Мілтон Арбогаст
- Джон Макінтрайр — шеріф Ел Чамберс
- Саймон Окленд — лікар Фред Річмонд
- Вон Тейлор — Джордж Лоувери, шеф Меріон
- Френк Альбертсон — Том Кесіді, клієнт
- Ларен Татл — Еліза Чамберс, дружина шерифа
- Патриція Гічкок — Керолін, колега Меріон
- Джон Андерсон — Чарлі
- Морт Майлз — патрульний офіцер поліції

## Знімальна група
- Режисер — Альфред Гічкок
- Сценарій — Джозеф Стефано за романом Роберта Блоха
- Головний оператор — Джон Расел
- Художники-постановники: Джозеф Хьорлі, Роберт Клетворті
- Декоратор — Джордж Майло
- Директор виробництва — Лью Лірі
- Титри — Сол Бесс
- Монтаж — Джордж Томазіні
- Костюми — Гелен Колвіг
- Грим — Джек Беррон, Роберт Доун
- Стиліст з зачісок — Флоранс Буш
- Спецефекти — Кларенс Шампань
- Запис звуку — Волдон Вотсон, Вільям Рассел
- Асистент режисера — Гілтон Грін
- Консультант з живопису — Сол Бес
- Музика — Бернард Герман

## Цікаві факти
- У знаменитій[джерело?] сцені вбивства у ванні пронизливий звук створюється скрипками, по яких різко водять смичками. А звук ножа, що впивається в тіло, — це звук ножа, якого встромляють у диню. Сама ж сцена знімалася з 17 грудня по 23 грудня 1959 року, причому знімалася взагалі без участі Перкінса (він у цей час перебував у Нью-Йорку). Сцена мала близько 90 склеювань при монтажі.
- Альфред Гічкок купив у Роберта Блоха права на екранізацію його роману анонімно і лише за 9 тисяч доларів. Пізніше Гічкок до прем'єри скупив стільки екземплярів роману, скільки зміг знайти, щоб зберегти кінцівку фільму у таємниці.
- Однією з причин, чому Гічкок вирішив зняти фільм на чорно-білу плівку, — це рішення не робити фільм надто кривавим. Іншою причиною була економія.
- Роль крові у фільмі виконував шоколадний сироп.
- Повне ім'я божевільного вбивці — Норман Френсіс Бейтс. Його хобі — набивання опудал птахів — таксидермія.
- Як завжди у фільмах Гічкока, у фільмі «Психо» в одній зі сцен можна побачити камео самого режисера — приблизно на сьомій хвилині фільму він стоїть в ковбойському капелюсі біля вікон офісу Меріон.
- Увесь саундтрек фільму виконується виключно на струнних музичних інструментах.
- В основі фільму лежить історія справжнього маніяка зі штату Вісконсин Еда Ґейна (а пізніше цей сюжет використовували автори «Техаської різанини бензопилою»).
- Перкінс отримав за роль гонорар рівно у 40 тисяч доларів, а композитор Герман отримав 34 501 долар, що було удвічі вище за його початкову ставку — таким чином Гічкок вирішив винагородити Германа за приголомшливу музику до фільму.
- У знаменитій сцені в душі Норман Френсіс Бейтс завдав 12 ударів ножем.
- У 1983, 1986 і 1990 рр. було відзнято фільми «Психо 2», «Психо 3» і «Психо 4: Початок».
- Перкінс погодився зніматися у фільмі, навіть не прочитавши сценарію.
- Будівництво будинку «під мотель Бейтса» обійшлося в 15 тис. доларів.
- Після смерті Меріон у фільмі крупно показано її розплющені очі зі звуженими зіницями. Офтальмологи завалили Гічкока листами, в яких указували на цю помилку, — адже зіниці людини розширюються після смерті. Лікарі настійно радили використовувати беладону, щоб імітувати ефект мертвого ока. У наступних фільмах Гічкок незмінно слідував цій пораді.
- Перша американська стрічка, що показала як змивається туалет.

## Нагороди
- 4 номінації на Оскар у 1961 році (найкраща актриса другого плану (Джанет Лі), найкращі декорації серед чорно-білих фільмів, найкраща операторська робота, найкраща режисура). Однак жодна з номінацій не перемогла.
- Премія Едгара Аллана По за найкращий фільм сценаристу й автору роману у 1961 році.
- Золотий глобус (Джанет Лі) за найкращу роль другого плану у 1961 році.